# 91式匕首槍
91式匕首槍（英語：QSB-91）是一款由中国国营974厂（九七四厂）研製和生產的自卫用途求生匕首。

## 歷史
1980年代后期起，国营974厂（九七四厂）的槍械工作者們作出了三年的技術攻關。
终于，在1992年，将QSB-91设计定型；同年还获得了国家發明专利。

## 用途
由于82-2式匕首槍發射的.22 LR弹药火力微弱，不足以用作軍用武器，QSB-91主要供應空降部隊、特種作戰人員與特種警察，在敵後執行特殊任務中，近距離內殲敵。
除手枪及匕首功能以外，QSB-91具备锯、锉、剪、刺、开罐头、开瓶盖等多种功能，在恶劣的环境中能排除障碍，增加了野战生存能力。

## 设计细节
匕首枪可说是从古代延用至今的匕首，与現代由击發机构所组成的枪械的结合型态。
QSB-91由匕首、枪身、瞄准具、击發机、刀鞘等组成。它重量轻便、结构简单、用途广泛、使用方便。

### 匕首
QSB-91的刀身具备了求生刀的特性，与刀鞘上的剪支座配合，可剪断3毫米以下的钢丝；刀背的锯锉和平锉，可锯锉厚木与钢铁等较硬的物体。
使用者击發子弹时，必须将刀鞘取下，意味著刀身上刀鞘时不可射击。

### 槍械
QSB-91的保險位置相对于扳机並位于準星旁边，两者平时兼作握柄的护手。
当使用者拧下后盖以后，每根枪管都会露出后膛，用以退出弹壳及重新装填；枪身内亦设有两具退壳挺，射击完毕后，能同时退出4枚弹壳。
QSB-91的手柄内装有4根沿匕首轴线对称排列的枪管；枪管兼作供弹具，总容弹量4發，使用壽命為每根300發、合共1,200發。

#### 擊發系統
QSB-91的击發机构采用击针转位式击發机构，击针与击發机位于旋入式后盖以內。
QSB-91的扳機位于刀柄前端，采用了雙動操作，具有相对较长而重的行程与扣力，分別是20毫米与44.1磅力；瞄准具位于手柄以上，大约11点位置。
QSB-91装弹时先卸下后盖并依次将子弹裝入4根枪管以内，然后旋紧后盖，此时武器的枪机已经处于待击状态。
扣动扳机以后，击锤在击锤簧力的作用下使击针对准击针孔，打击子弹底火使其点燃發射药，产生火药燃气以推动弹头沿膛线，向前运动飞出枪管；松开扳机后，扳机在簧力的作用下带动顶片一起复位又进入待击状态，同时击针旋转90度，完成一次射击循环。
每扣动一次扳机即可發射一發，直至枪身以内4發子弹發射完毕，再退壳重新装弹。当出现哑弹时，再扣扳机就能换膛击發下一發子弹，而不贻误战机。

#### 彈藥
QSB-91配用的7.62×17毫米手槍子彈，取自64式手枪；可在10公尺的距离上，击穿厚达120毫米的红松木板。

## 比较
QSB-91的结构比中国早期生产的82-2式匕首枪大为简化，将原来3枚击针减为1枚，枪管却增至4根，使射手有了更多的射击机会。
与NRS匕首槍相比，QSB-91的结构正好相反。NRS僅有一發，而且枪管向后开口，射击时刀尖对着射手，有著对射手心理造成不安全感，什至被後座力反杀自身的风险。
QSB-91装弹量多3發，刀尖、枪管都对向目标，即使与敌近身白刃格斗，仍会有更多的射击机会；但其發射的彈藥，並非NRS所發射的消聲彈藥，射擊後有著被發現的風險。

## 使用者
随着發射5.8×21毫米手槍子彈的11式匕首槍（QSB-11）被研發出来，QSB-91将会被其取代。
- 中华人民共和国
  - 武警特種警察
  - 中国人民解放军空降部隊
  - 中国人民解放军特种部隊

## 資料來源
1. ↑  .   [2018-10-15]. （原始内容存档于2018-07-04）.
2. ↑  .   [2018-10-15]. （原始内容存档于2020-04-30）.
3. ↑  .   [2018-10-15]. （原始内容存档于2020-04-30）.

## 外部連接
- （英文）—Modern Firearms—QSB-91（页面存档备份，存于）
- （简体中文）—腾讯网—QSB91式匕首枪可隐匿接敌，威力低适合渗透作战（页面存档备份，存于）
- （英文）—不是枪的匕首不是好匕首——中国QSB91式匕首枪（页面存档备份，存于）
- YouTube—武器大讲堂 · 5期：神秘的QSB91式匕首枪，威力惊人（页面存档备份，存于）